# Generalplan Küstenschutz

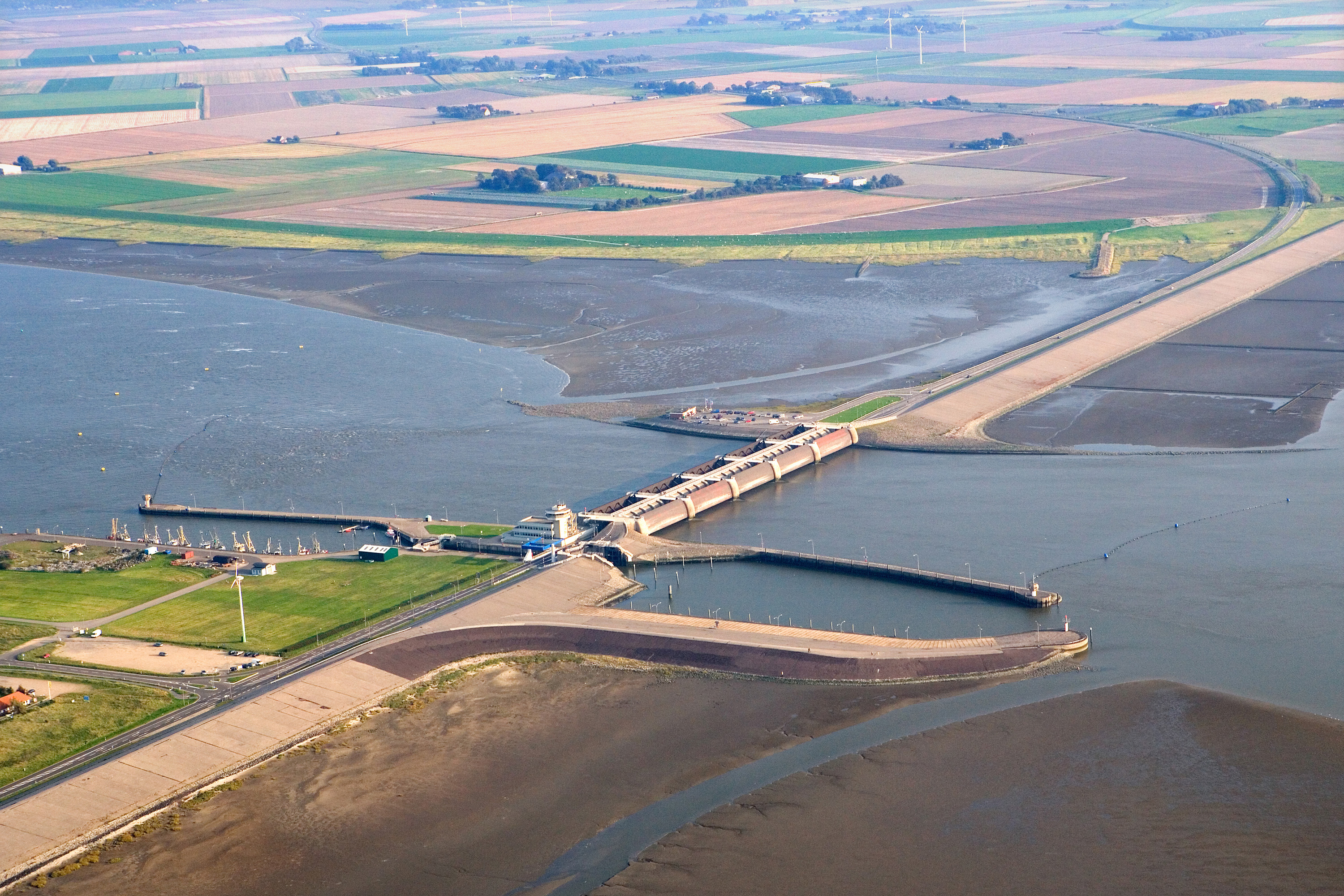
Der Bau des Eidersperrwerks war eine der Maßnahmen, die aus dem Generalplan folgten.

Der Generalplan Küstenschutz, eigentlich Generalplan Deichverstärkung, Deichverkürzung und Küstenschutz in Schleswig-Holstein, ist der Plan des Landes Schleswig-Holstein, um die Küsten des Landes vor Sturmflut zu schützen. Der erste Generalplan galt vom 20. Dezember 1963 bis zum Jahr 2000, in den Jahren 1977 und 1986 wurde er fortgeschrieben, der neue Generalplan wurde von der Landesregierung im Dezember 2001 verabschiedet.

## Wirkungsbereich
Der Generalplan Küstenschutz schreibt Maßstäbe für den gesamten Küstenschutz und die Landesschutzdeiche fest. Diese schützen in Schleswig-Holstein 377.000 Hektar Fläche unter 5 m NN, etwa ein Viertel des Landes, auf denen 345.000 Menschen leben und arbeiten.

## Maßnahmen
Der Generalplan sah vor allem Deichverstärkungen und Deichverkürzungen vor. Dabei wurden Deiche sowohl erhöht, als auch mit flacheren Böschungen versehen. Die Bestickhöhe berechnet sich nach dem Bemessungswasserstand, der berechneten Wellenauflaufhöhe, und einem Sicherheitsaufschlag von 50 Zentimetern. Je nach Küstenabschnitt liegen die Bestickhöhen bei 7,5 bis 8,8 Meter über Normalnull. Über besonders weichem Untergrund, wie etwa in den Elbmarschen, werden die Deiche bis zu 2,5 Meter höher gebaut, da sie in den Boden einsinken werden. Nach dem Ausbau laut Generalplan sollen die Deiche vor Sturmfluten schützen, die nur einmal in 100 Jahren vorkommen. Vor den Deichen soll durchgehend ein befestigtes Deichvorland geschaffen werden. Der Plan sieht vor, jeden Deich landseitig mit einem durchgehenden drei Meter breiten Deichverteidigungsweg auszustatten.
Insgesamt haben die zuständigen Stellen zwischen 1962 und 2000 über 2,8 Milliarden DM für den Ausbau der Deiche in Schleswig-Holstein ausgegeben. Dabei wurden 370 Kilometer Landesschutzdeich verstärkt. In der Meldorfer Bucht und der Nordstrander Bucht erfolgten Vordeichungen. Das größte Einzelbauwerk, das aufgrund des Generalplans Küstenschutz errichtet wurde, war das Eidersperrwerk, das die Deichlinie um viele Kilometer verkürzte. Weitere Abdämmungen von Flussmündungen erfolgten bei Stör, Krückau und Pinnau, so dass sich die erste Deichlinie im Lande um 207 Kilometer auf 355 Kilometer verkürzte.

## Vorgeschichte

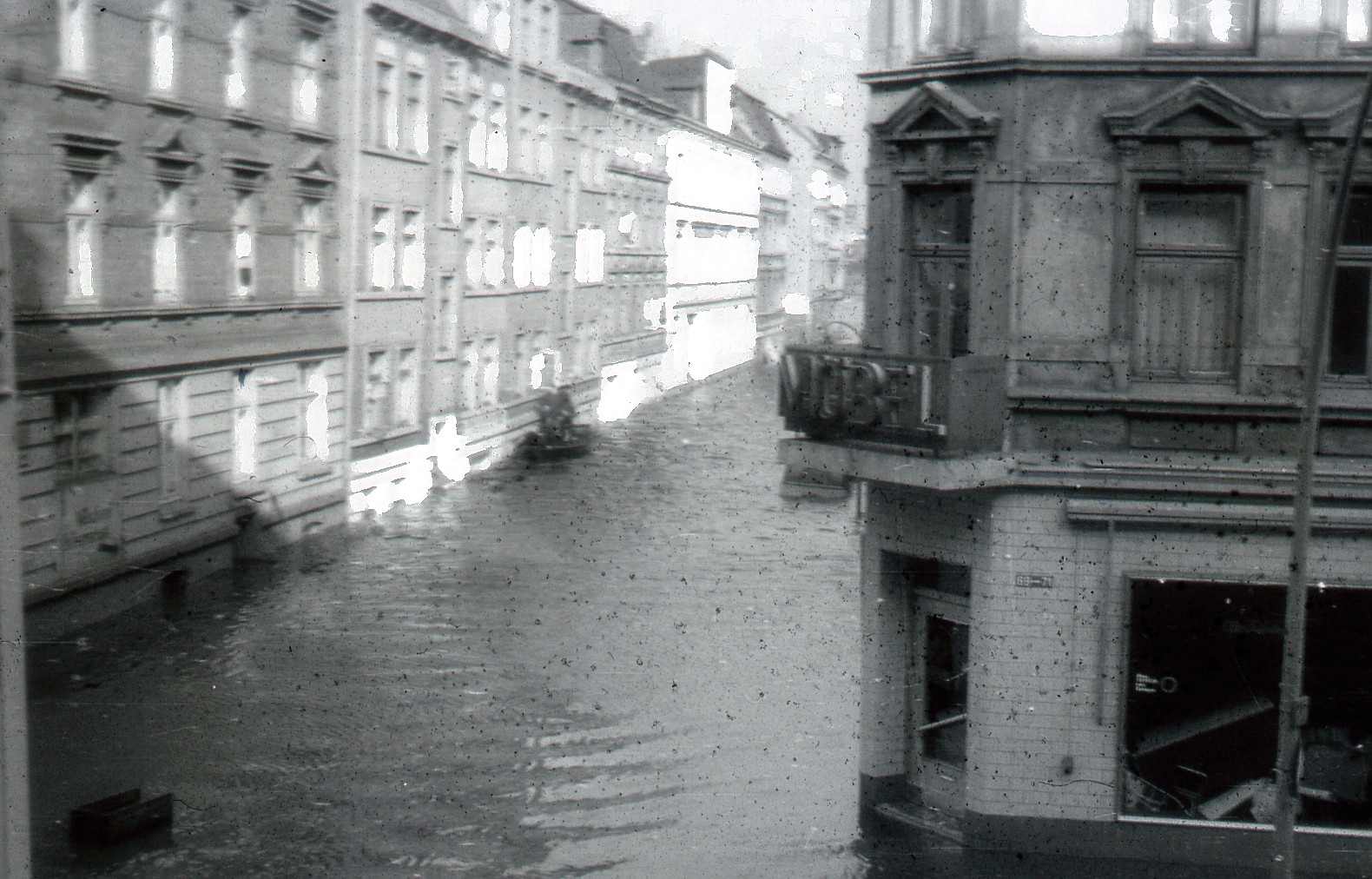
Die Sturmflut 1962 war der Anlass für den Generalplan.

Die Hollandflut von 1953 sorgte an der gesamten Küste der Nordsee, und so auch in Schleswig-Holstein, für eine erneute Evaluation der Küstenschutzmaßnahmen und eine Überarbeitung. Dabei stellten die Vermesser fest, dass die Deiche infolge anderer Prioritätensetzung im Zweiten Weltkrieg in einem schlechten Zustand waren, und zudem der Deichbestick für extreme Flutereignisse nicht ausreichte. Die jeweiligen Träger verstärkten die Deiche, so dass die Sturmflut 1962 in Schleswig-Holstein nur geringe Auswirkungen hatte.
Dennoch gewannen die zuständigen Stellen bei der Hamburger Sturmflut weitere Erkenntnisse über Sturm, Flut, und Wellen, und erarbeiteten auf der Basis dieses Wissens den Generalplan.

## Geschichte
Der Generalplan wurde in den Jahren 1977 und 1986 fortgeschrieben. Dabei flossen insbesondere die Erkenntnisse aus den Sturmfluten zwischen November und Dezember 1973 sowie aus der Sturmflut 1976 in den Plan ein. Seit 1979 ist der Generalplan im Landesraumordnungsplan erstmals als Planungsziel aufgeführt. Ebenso kamen durch die Fortschreibungen neue Ziele wie der Umweltschutz in den Generalplan. Sie führten neue Konzepte wie den flächenhaften Küstenschutz ein, der vor allem auf der Insel Sylt angewandt wird, und dort vor allem in Sandvorspülungen seinen Ausdruck findet. Bei den Sturmfluten von 1976 und 1984, die jeweils vorher unbekannte Rekordwasserstände erreichten, hielten die verstärkten Deiche. Die Deiche, die 1976 brachen, waren noch auf dem alten Stand, ihr Ausbau im Plan vorgesehen, aber noch nicht umgesetzt.
Der neue Generalplan rechnet einen Zuschlag durch den Klimawandel ein. Der Klimarat IPCC geht davon aus, dass der Meeresspiegel bis 2100 um 20 bis 60 Zentimeter steigt, zum anderen soll die Zahl und Heftigkeit von Orkanstürmen im Herbst und Winter zunehmen.